# 华东师范大学附属台州学校
华东师范大学附属台州学校，是浙江省台州市椒江区江岸尚城的公办九年一贯制学校。学校于2017年7月由椒江区人民政府与华东师范大学合作建立，于2019年9月开始招生。华东师范大学基础教育集团负责学校的运行管理。

## 校园
学校位于椒江区葭沚街道富强村，总占地面积88504平方米。

## 规模
学校包括小学、初中，办学规模84班，包括小学36个班、初中36个班、预留发展空间12个班。